# عبد الكريم العقيلي
الشيخ عبد الكريم بن شنون بن عبد الله العقيلي (1378 هـ - الآن). هو رجل دين شيعي وخطيب حسيني عراقي.

## ولادته ونشأته
يعود أصله إلى عُقيل بن كعب، أحد أبرز العشائر العربية، التي كانت تسكن البحرين، ثم هاجروا إلى العراق، حيث سكنوا الكوفة وغيرها. ولد سماحته عام 1378 هـ (1959 م) بمدينة العمارة عاصمة محافظة ميسان العراقية، وقد بدأ حياته العلمية بتعلم قراءة القرآن على يد الشيخ علي الذي كان أحد رجال الدين في العمارة والذي يُمارس نشاطه في الجامع الكبير، وقد ختم العقيلي عليه القرآن مرتين: الأولى على قراءة عاصم، والثانية على قراءة شعبة. وقد واصل تحصيله الدراسي الأكاديمي في المدارس العامة، حتى أنهى دراسته في إعدادية الصناعة.

## في العراق
مارس العقيلي في فترة وجوده في العراق نشاطاً مُناهضاً لحكم حزب البعث العربي الاشتراكي، وعلى إثر هذا اعتقل وزُجّ في السجن في الفترة الممتدة بين عامي 1977 و1979، وقد قتل من أسرته رجال منهم: ميثم العقيلي، الذي ينقل أنه قتل في السجون العراقية عام 1990 بتهمة انتمائه للحركة الإسلامية المناهضة لحزب البعث، وعبد الرّضا الذي قتل في الانتفاضة الشعبانية عام 1991، وقد توفي بين يدي أخيه عبد الكريم في الجامع الكبير. وثالثهم عمار العقيلي، الذي أُعدم أواخر عام 1991 بعد أحداث الانتفاضة الشعبانية ودُفن سراً ولم يُعرف قبره حتى الآن.

## نشاطاته خارج العراق

### دراسته في الحوزة
بعد أن أُفرج عن العقيلي سنة 1979 قرر الرحيل إلى إيران، فاستقر بمدينة قم لتبدأ حياته العلمية الجديدة في حوزة قم بدراسة العلوم الحوزوية من الفقه والأصول والمنطق والحكمة والنحو وغيرها، حتّى أتم دراسة المقدّمات والسّطوح العالية فيها، ومن أبرز الأساتذة الذين درس عندهم في ذلك الوقت:
| - الشيخ الباياني. - بناه الاشتهاردي. | - مصطفى الهرندي. - يحيى الأنصاري الشيرازي. | - محمد علي المدرّس الأفغاني. |

ثم واصل التعلم حتى وصل إلى مرحلة البحث الخارج، وكان من جملة أساتذته الذين كان أكثر دراسته عندهم في هذه المرحلة: الوحيد الخراساني، وكاظم الحائري، ومحمود الهاشمي الشاهرودي، ومصطفى الهرندي. وقد أنهى في عام 1416 هـ (1996 م) تحصيلاته الأصولية والفقهية على أساتذته هؤلاء، واختصّ بأستاذه الوحيد الخراساني، وله تقريرات تربو على ثلاث آلاف صفحة تقريباً، كتبها أثناء حضوره دروس وأبحاث الفقه والأصول.

## وصلات خارجية
- الموقع الرسمي للشيخ عبد الكريم العقيلي.